# Dumat al-Jandal
Dūmat al-Jandal (in arabo دومة الجندل‎?), oggi al-Jawf, è un'antica città, di cui oggi rimangono solo rovine, sita nel nord-ovest dell'Arabia Saudita, nella provincia di al-Jawf. Il nome Dūmat al-Jandal significa letteralmente "Dūma di Pietra", dal momento che il suo territorio era quello occupato dal biblico Dumah, uno dei dodici figli di Ismaele, figlio di Abramo.
Il nome accadico dell'antica città era Adummatu.

## Storia

### Periodo preislamico
La storia della cittadina risale al X secolo a.C. ed è ricordato nelle iscrizioni accadiche dell'Impero assiro (che risalgono all'845 a.C.), in cui si parlava di Adummatu, descritta come la capitale di un regno arabo, talvolta ricordato col nome di Qedar (Qidri). Sono parimenti noti i nomi di cinque potenti regine arabe che governarono la città:  Zabibe, Samsi, Tábua e Te'elhunu. L'ultima è indicata anche come "grande sacerdotessa" di ʿAthtar al-samim, ossia "Athtar dei Cieli", nome arabo di Inanna-Ishtar, divinità della fertilità, dell'amore e della guerra. Dūmat al-Jandal, in effetti, era il sito in cui sorgeva un importante santuario dedicato alla dea.
Scavi archeologici realizzati da Khalil Ibrahim al-Mu'aykel nel 1986 hanno portato a nuove conoscenze rispetto alle prime osservazioni fatte dieci anni prima e hanno rivelato la presenza di uno strato di ceramiche romano-nabatee, indizio di una fruttuosa attività economica e mercantile durante l'età nabatea, del cui regno la cittadina assai probabilmente faceva parte.
Nel 106, Dūmat fu annessa all'Impero romano, allorché l'Imperatore Traiano sconfisse i Nabatei. Nel 269 il sito è menzionato da Zenobia, regina di Palmira, come città con un'insuperabile fortezza. Dopo che le sue forze furono costretta a sgomberare la città, la fortezza di Marid resistette in effetti all'attacco portato contro Zenobia dai Romani.
Più tardi, nel V secolo, Dūmat al-Janad divenne la capitale del regno dei Kinda.

### Periodo islamico
Nel 626 Maometto organizzò e guidò la spedizione di Dumat al-Jandal contro alcune tribù coinvolte in rapine e saccheggi lungo le strade e stavano radunando truppe per attaccare Medina stessa.
Nel 633, all'epoca del califfo Abū Bakr, Khālid b. al-Walīd conquistò Dūmat al-Jandal, che entrò a far parte del neo-costituito Califfato arabo-islamico.
Secondo gli Arabi il toponimo Dūmat al-Jandal significava "Dūma della roccia" (jandal), perché essa in effetti insisteva su un ampio basamento roccioso.

## Galleria d'immagini

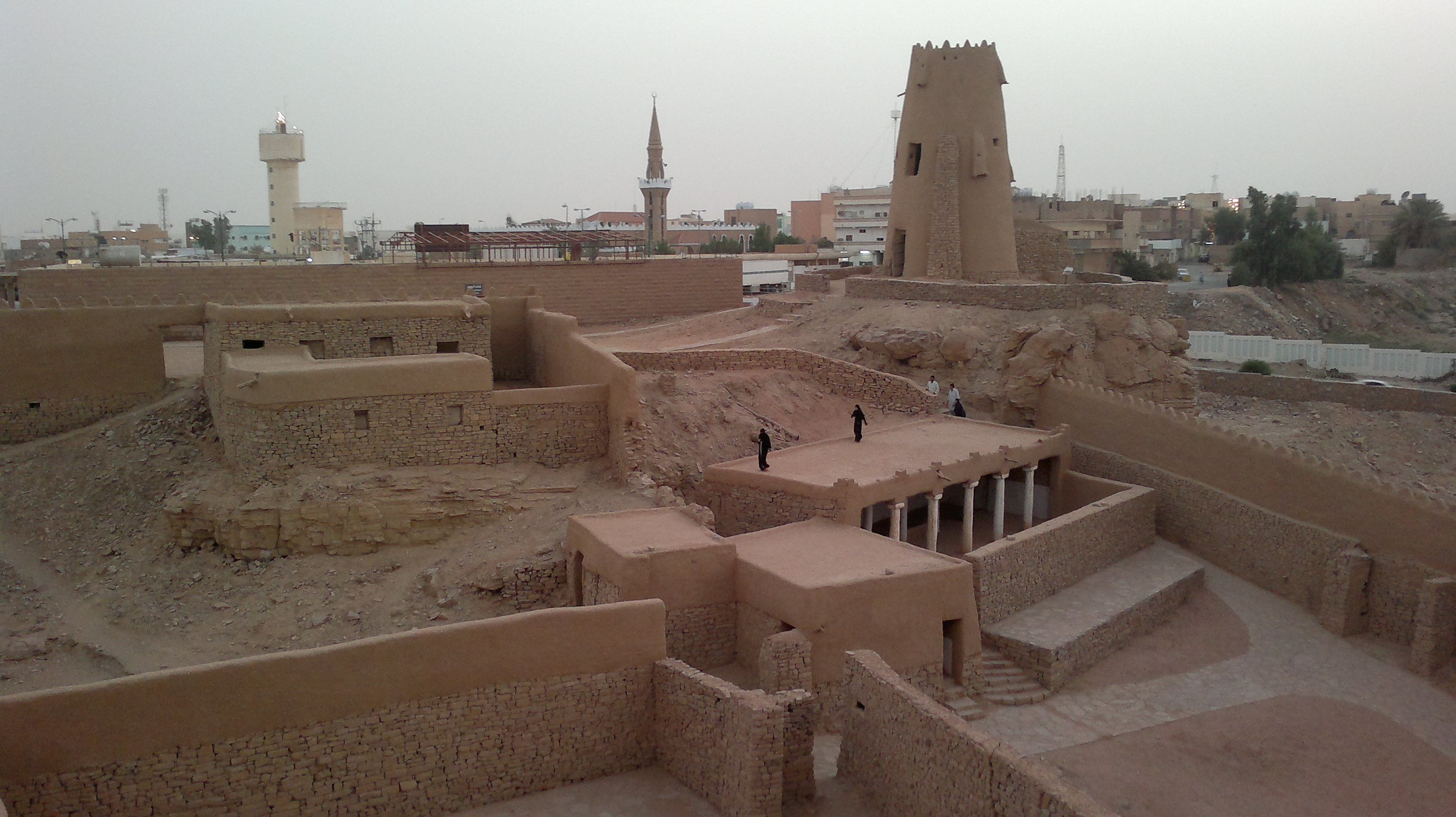
Il castello.
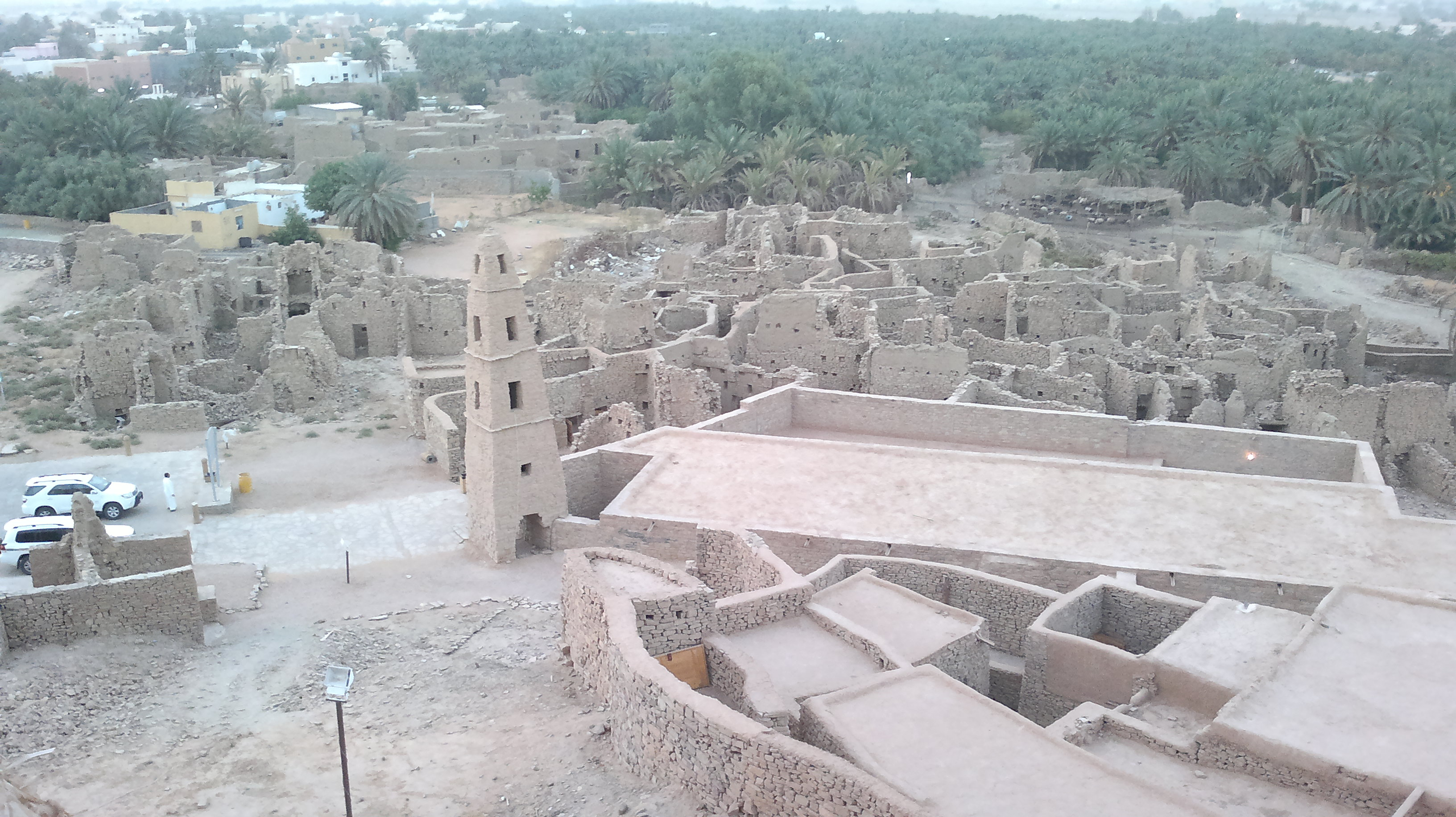
Dumat al-Jandal.